# Anthony Montgomery
Anthony T. Montgomery, né le 2 juin 1971 à Indianapolis en Indiana, est un acteur américain. Il est connu pour son rôle de l'enseigne Travis Mayweather dans la série Star Trek: Enterprise.
Il est aussi le petit-fils du joueur de jazz Wes Montgomery.

## Filmographie partielle

### Cinéma
- 2000 : Leprechaun 5 : La Malédiction de Rob Spera : Postmaster P. Smith
- 2008 : An American in China de Ron Berrett : Sha
- 2009 : Why Am I Doing This ? de Tom Huang : Lester
- 2013 : Chariot de Brad Osborne : Cole
- 2015 : The Man in 3B' de Trey Haley : Avery
- 2017 : The Preacher's Son' de Trey Haley : le révérend Reynolds

### Télévision
- 2001 - 2005 : Star Trek: Enterprise (TV) : Enseigne Travis Mayweather